# Letni Festiwal w Dubrowniku
Letni Festiwal w Dubrowniku (chorw. Dubrovačke ljetne igre, ang. Dubrovnik summer festival) – jeden z największych festiwali w Europie i najważniejsze wydarzenie kulturowe w Chorwacji. Festiwal jest organizowany w Dubrowniku między końcem czerwca a końcem sierpnia. Jest to święto folkloru, muzyki, opery i teatru. Wiele z tych przedstawień odbywa się pod gołym niebem. 